# Gregorio Méndez, Huimanguillo
Gregorio Méndez är en ort i Mexiko.   Den ligger i kommunen Huimanguillo och delstaten Tabasco, i den sydöstra delen av landet, 600 km öster om huvudstaden Mexico City. Gregorio Méndez ligger 38 meter över havet och antalet invånare är 115.
Terrängen runt Gregorio Méndez är mycket platt. Runt Gregorio Méndez är det ganska glesbefolkat, med 45 invånare per kvadratkilometer. Närmaste större samhälle är Chontalpa, 13,6 km sydost om Gregorio Méndez. Trakten runt Gregorio Méndez består till största delen av jordbruksmark.